# زبان‌شناسی فرهنگی
زبان‌شناسی فرهنگی (به انگلیسی: Ethnolinguistics)، ویا (cultural linguistics)، رشته‌ای از زبان‌شناسی است که هدف آن مطالعهٔ رابطه بین زبان و فرهنگ، و چگونگی درک جهان از دیدگاه گروه‌های مختلف قومی‌است. این ترکیب بین قوم‌شناسی و زبان‌شناسی است؛ که اولی اشاره به راه زندگی همهٔ جامعه است، که به معنی تمام ویژگی‌هایی‌است که یک جامعه را از جامعه‌ای دیگر متمایز می‌کند. این ویژگی‌ها جنبه‌های فرهنگی یک جامعه یا یک قوم است.
زبان‌شناسی فرهنگی راهی را که درک و تصور، مفهوم زبان را تحت تأثیر قرار می‌دهد بررسی می‌کند، و نشان می‌دهد که چگونه نتیجهٔ این تأثیر به تفاوت فرهنگ‌ها و جوامع مرتبط‌است. به عنوان مثال راهی که در فرهنگ‌های مختلف برای جهت‌یابی بیان شده متفاوت است. در بسیاری از جوامع، واژه‌های «شرق» و «غرب» در رابطه با طلوع و غروب خورشید برای جهت‌های اصلی در نظر گرفته شده‌است. با این حال، نامگزاری برای جهت‌های اصلی در زبان اینویت در گرینلند، از مناطق جغرافیایی مانند سیستم رودخانه و موقعیت در ساحل استفاده شده‌است؛ و مشابه به آن، زبان یورک فاقد ایدهٔ جهت‌های اصلی‌ست؛ آنها خود را با توجه به ویژگی‌های اصلی جغرافیایی موجود؛ رود کلمث جهت‌یابی می‌کنند.